# Erythroxylum fischeri
Erythroxylum fischeri är en tvåhjärtbladig växtart som beskrevs av Adolf Engler. Erythroxylum fischeri ingår i släktet Erythroxylum och familjen Erythroxylaceae. Inga underarter finns listade i Catalogue of Life.